# HMS Ark Royal (91)
HMS Ark Royal (91) là một tàu sân bay của Hải quân Hoàng gia Anh đã từng hoạt động trong Chiến tranh thế giới thứ hai. Đây là loại tàu sân bay kiểu cũ có sàn cất/hạ cánh trực thăng; khác với loại tàu sân bay hiện đại có khu vực phía sau của sàn cất/hạ cánh tạo góc 8o so với so với khu vực phía trước sàn cất/hạ cánh.
Được đặt hàng vào năm 1934 theo những giới hạn trong khuôn khổ của Hiệp ước Hải quân Washington, Ark Royal được chế tạo bởi hãng đóng tàu Cammell Laird and Company, Ltd. tại Birkenhead. Thiết kế của nó khác biệt nhiều so với những chiếc tàu sân bay Anh trước đó. Ark Royal là chiếc tàu sân bay đầu tiên có cấu trúc sàn chứa máy bay và sàn đáp là một thành phần của thân tàu, chứ không phải là một phần dựng thêm hay thuộc cấu trúc thượng tầng. Được thiết kế để chở nhiều máy bay, nó có hai sàn chứa máy bay; và được đưa vào hoạt động trong một giai đoạn mà không lực hải quân được sử dụng rộng rãi. Một số chiến thuật hoạt động của tàu sân bay đã được phát triển và hoàn thiện bên trên chiếc Ark Royal.
Được hoàn tất vào tháng 11 năm 1938, Ark Royal đã hoạt động trong một số trận chiến quan trọng trong giai đoạn mở màn của Chiến tranh Thế giới thứ hai, trong đó có việc đánh chìm chiếc U-boat đầu tiên trong chiến tranh, tham gia các hoạt động ngoài khơi Na Uy, truy đuổi và đánh chìm chiếc thiết giáp hạm Bismarck, và tham gia các đoàn tàu vận tải tăng viện cho đảo Malta. Ark Royal sống sót khi trải qua nhiều cuộc đụng độ và nhiều dịp suýt bị đánh chìm, và người Đức tuyên bố nhầm đã đánh chìm được nó trong nhiều dịp khác nhau, nên nó có được danh tiếng như là một "con tàu may mắn". Nhưng cuối cùng, nó cũng bị trúng ngư lôi vào ngày 13 tháng 11 năm 1941 phóng từ tàu ngầm Đức U-81 và bị chìm một ngày sau đó.

## Thiết kế và chế tạo

### Thiết kế
Vào năm 1923, Bộ Hải quân Anh chuẩn bị một chương trình phát triển dài hạn 10 năm trong đó bao gồm một tàu sân bay và 300 máy bay trang bị cho Không lực hạm đội, tuy nhiên, sự suy thoái về kinh tế tiếp theo sau Chiến tranh Thế giới thứ nhất khiến buộc phải trì hoãn chương trình này. Đến năm 1930, Sir Arthur Johns, người đảm trách bộ phận chế tạo của hải quân, bắt đầu nâng cấp các kế hoạch tàu sân bay này với những kỹ thuật vừa mới được phát triển. Mục đích của ông là gia tăng số lượng máy bay mang theo bằng cách rút ngắn quãng đường cất cánh và hạ cánh nhờ áp dụng móc hãm và máy phóng bằng hơi nước nén. Bằng cách này, có thể tiết kiệm chỗ trên sàn tàu dành để chứa và chuẩn bị máy bay. Cùng với việc dùng đến hai tầng hầm làm sàn chứa máy bay, điều này đã cho phép Ark Royal có thể chở theo đến 72 máy bay, cho dù sau đó sự phát triển các kiểu máy bay chiến đấu ngày càng lớn và nặng hơn, nên trong hoạt động thực tế chiếc tàu sân bay chỉ mang 50 đến 60 chiếc. Sàn chứa máy bay được đặt bên trong thân tàu, và được hưởng lợi ích bảo vệ của đai giáp dày 114 mm (4,5 inch). Ba thang nâng được sử dụng để chuyển máy bay từ các sàn chứa lên sàn phóng-đáp.

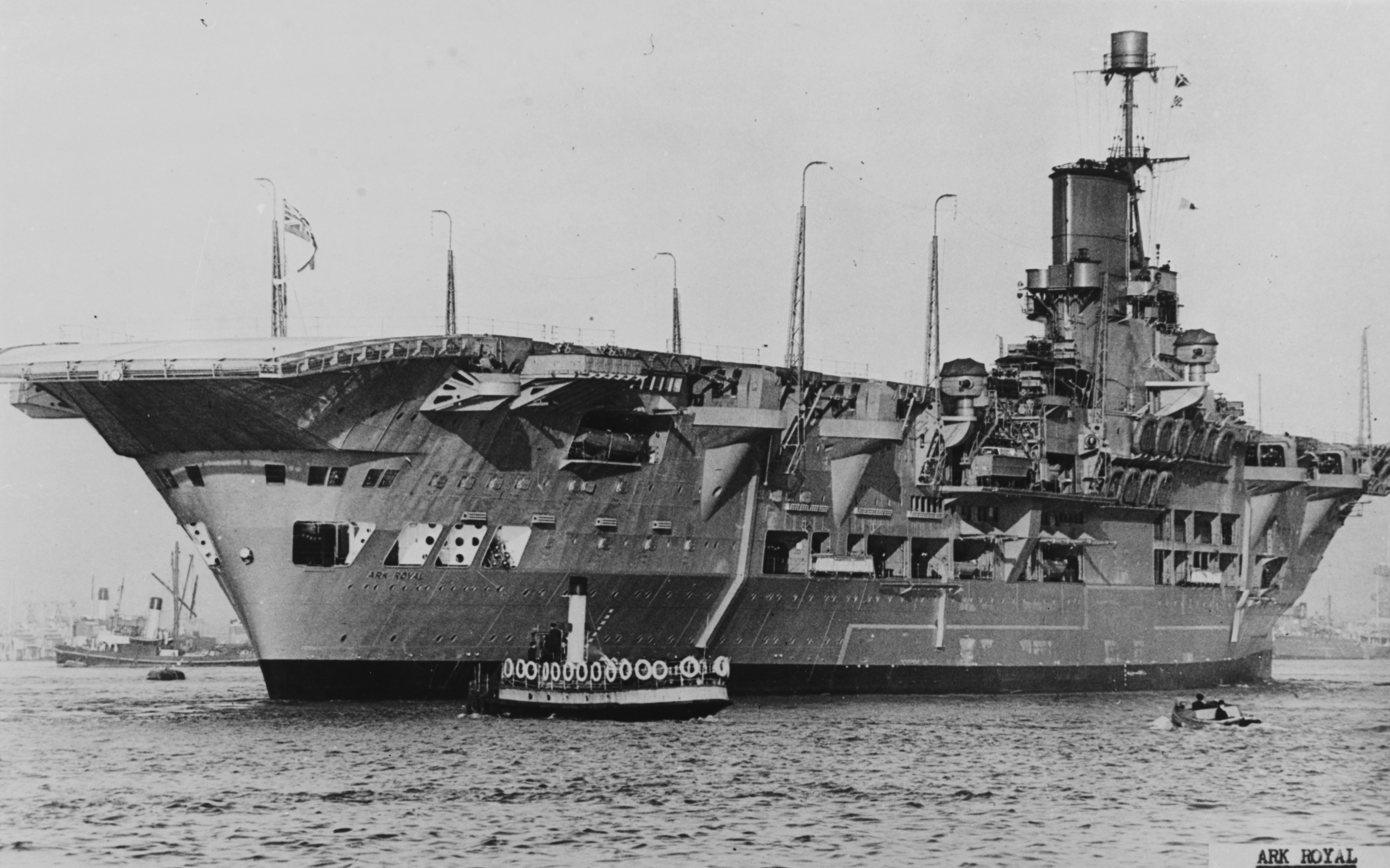
Sàn đáp của HMS Ark Royal nhô ra phía sau đuôi tàu. Chiều cao đáng kể của con tàu bên trên mặt nước khi so sánh với chiếc tàu kéo bên cạnh

Một đặc điểm khác là chiều dài và độ cao của sàn đáp. Với chiều dài toàn bộ lên đến 244 m (800 ft), sàn đáp dài hơn thân tàu 36 m (118 ft), khi kích thước của thân tàu bị khống chế bởi chiều dài của các ụ tàu mà Hải quân Hoàng gia đang có tại Gibraltar và Malta. Vì sàn chứa máy bay được bố trí bên trong thân tàu, sàn đáp nhô lên ở độ cao 20 m (66 ft) so với mực nước.
Các hiệp ước hải quân Washington và London, vốn đặt ra các giới hạn về tải trọng tàu chiến thuộc các cường quốc hải quân trên thế giới, sẽ hết hiệu lực vào cuối năm 1936. Với nguy cơ xảy ra một cuộc chạy đua vũ trang hải quân giữa các nước Anh, Nhật và Ý, Chính phủ Anh theo đuổi sự thỏa thuận về một hiệp ước London thứ hai, bao gồm việc giới hạn trọng lượng rẽ nước tối đa của tàu sân bay ở mức 22.000 tấn. Ark Royal phải được chế tạo trong giới hạn được tiên liệu trước này. Để duy trì trọng lượng nhẹ, lớp vỏ giáp chỉ được sử dụng giới hạn cho đai giáp, các phòng động cơ và hầm đạn; kỹ thuật hàn được sử dụng thay thế cho việc ghép nối bằng đinh tán trên 65% thân tàu giúp giảm bớt trọng lượng thêm 500 tấn. Việc trang bị một sàn đáp bọc thép là không khả thi, vì trọng lượng của chúng sẽ khiến cho Ark Royal vượt quá giới hạn cho phép, trong khi lại làm giảm tầm xa hoạt động và sự ổn định.
Con tàu được trang bị sáu nồi hơi, vận hành ba turbine hộp số Parsons, dẫn động ba trục nối liền với ba chân vịt bằng đồng đường kính 4,9 m (16 ft), dự định đạt đến tốc độ tối đa 55,6 km/h (30 knot). Tốc độ đối với chiếc tàu sân bay đóng vai trò quan trọng, bởi vì cùng với máy phóng và dây hãm, Ark Royal phải quay ra hướng gió để phóng hay thu hồi máy bay. Nhằm tránh nguy cơ va chạm với các tàu chiến khác do phải thường xuyên thay đổi hướng đi phù hợp với các hoạt động không lực, Ark Royal phải tách ra khỏi các tàu hộ tống đi cùng, rồi lại bắt kịp chúng sau khi hoàn tất. Hơn nữa, chiếc tàu sân bay không được trang bị vũ khí để đối đầu cùng tàu chiến khác, nên tốc độ là cách để tự bảo vệ khỏi các tàu chiến đối phương.

### Chế tạo

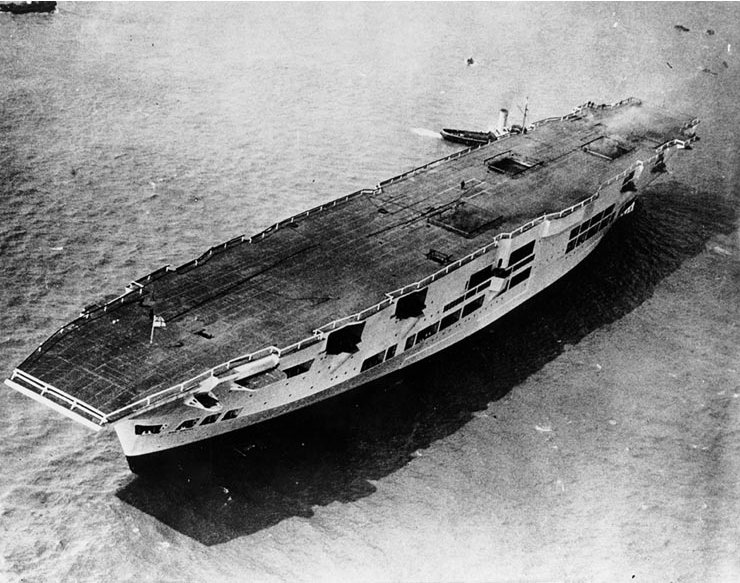
HMS Ark Royal ngay sau khi được hạ thủy, cho thấy rõ các thang nâng máy bay trên sàn đáp và các vị trí pháo phòng không trên thân tàu

Tình hình thế giới diễn biến ngày càng xấu đi vào năm 1933, mà tiêu biểu là việc Đức tái vũ trang và sự bành trướng của Nhật Bản và Ý, đã khiến Anh Quốc phải công bố khoảng kinh phí dành cho việc chế tạo chiếc tàu sân bay trong dự thảo ngân sách năm 1934. Kế hoạch được chấp thuận vào tháng 11 năm 1934, và được chọn thầu vào tháng 2 năm 1935 dành cho hãng Cammell Laird and Company, Ltd., vốn đã tính toán chi phí của thân tàu là 1.496.250 Bảng Anh và phần động cơ chính vào khoảng 500.000 Bảng. Tổng chi phí cho con tàu được ước lượng khoảng trên 3 triệu Bảng, khiến cho Ark Royal trở thành chiếc tàu chiến đắt nhất mà Hải quân Anh từng đặt hàng. Việc chế tạo được bắt đầu khi Ark Royal được đặt lườn vào ngày 16 tháng 9 năm 1935.
Ark Royal trải qua gần hai năm trong xưởng đóng tàu trước khi được hạ thủy vào ngày 13 tháng 4 năm 1937, được đỡ đầu bởi Bà Maud Hoare, phu nhân Sir Samuel Hoare, Bộ trưởng Hải quân. Chai champagne đập vào thân chiếc Ark Royal theo truyền thống khi hạ thủy đã không vỡ cho đến lần thứ tư. Chiếc tàu sân bay sau đó còn trải qua một năm để trang bị trước khi giao quyền chỉ huy cho vị thuyền trưởng đầu tiên, Arthur John Power, vào ngày 16 tháng 11 năm 1938, và được đưa ra hoạt động vào ngày 16 tháng 12 năm 1938. Cho dù ban đầu được dự định để hoạt động tại Viễn Đông, những sự kiện diễn ra tại châu Âu trong thời gian chiếc tàu sân bay được chế tạo, bao gồm việc Ý tấn công Abyssinia vào năm 1935 và cuộc Nội chiến Tây Ban Nha năm 1936, đã khiến cho Bộ Hải quân giữ Ark Royal lại để bố trí hoạt động cùng Hạm đội Nhà và Hạm đội Địa Trung Hải. Sau khi được biên chế đầy đủ nhân sự vào cuối năm 1938, Ark Royal tiến hành chạy thử máy, và đạt được tốc độ tối đa cao hơn lý thuyết thiết kế, đến 57,4 km/h (31 knot).

### Vũ khí và máy bay phối thuộc
Vũ khí trang bị cho Ark Royal được thiết kế theo nguyên tắc phòng không, khi máy bay đối phương được cho là mối đe dọa chính, trong khi tàu nổi và tàu ngầm có thể vượt qua hoặc đối phó bởi các tàu hộ tống. Vũ khí tự vệ chính của nó là mười sáu khẩu pháo phòng không bắn nhanh 4,5 inch bố trí trên tám tháp súng đôi, bốn chiếc mỗi bên thân tàu. Thiết kế nguyên thủy đặt những tháp súng này thấp bên dưới thân, nhưng sau đó bố trí lại ngay bên dưới sàn đáp, giúp gia tăng góc bắn của những tháp pháo. Bốn tháp súng QF 2 Pounder (1,5 inch) tám nòng được bố trí trên sàn đáp, phía trước và phía sau đảo cấu trúc thượng tầng; cùng tám khẩu súng máy cỡ nòng 12,7 mm, bốn nòng được đặt trên các bệ phía trước và phía sau sàn đáp.
Trong suốt thời gian gần ba năm hoạt động ngắn ngủi của Ark Royal, mười sáu phi đội Không lực Hạm đội Anh từng được bố trí hoạt động trên chiếc tàu sân bay này; trung bình có năm phi đội hoạt động đồng thời. Vào giai đoạn mới đưa vào hoạt động, hầu hết các phi đội bố trí trên Ark Royal đều được trang bị kiểu máy bay Blackburn Skua, sử dụng như máy bay tiêm kích và máy bay ném bom bổ nhào, hoặc kiểu Fairey Swordfish dùng trong trinh sát và phóng ngư lôi. Từ tháng 4 năm 1940, các phi đội trang bị Skua được nâng cấp lên kiểu Fairey Fulmar; và giống như những chiếc tiền nhiệm, được sử dụng như máy bay tiêm kích và máy bay ném bom bổ nhào. Thỉnh thoảng, chiếc tàu sân bay được trang bị kiểu máy bay tiêm kích-ném bom Blackburn Roc (từ tháng 4 năm 1939 đến tháng 10 năm 1940) và máy bay ném bom-ngư lôi Fairey Albacore (trong tháng 10 năm 1941); được sử dụng để tăng cường số lượng máy bay của phi đội. Vào tháng 6 năm 1940, Ark Royal nhận lên tàu Phi đội Không lực Hạm đội 701, một phi đội huấn luyện sử dụng những chiếc thủy phi cơ trinh sát Supermarine Walrus.
| Phi đội | Kiểu máy bay                                 | Thời gian                                                        | Ghi chú                                                                           |
| ------- | -------------------------------------------- | ---------------------------------------------------------------- | --------------------------------------------------------------------------------- |
| 800     | Blackburn Skua Mk. II                        | tháng 1 - 1939 - tháng 4 - 1941                                  | Chuyển sang HMS Victorious                                                        |
| 810     | Fairey Swordfish Mk. I                       | tháng 1 - 1939 - tháng 3 - 1941 tháng 5 - 1941 - tháng 9 - 1941  | Hoạt động trên HMS Illustrious từ tháng 3 đến tháng 5 - 1941                      |
| 820     | Fairey Swordfish Mk. I                       | tháng 1 - 1939 - tháng 6 - 1941                                  | -                                                                                 |
| 821     | Fairey Swordfish Mk. I                       | tháng 1 - 1939 - tháng 4 - 1940                                  | Rút khỏi hoạt động sau khi thiệt hại trong trận chiến cùng Scharnhorst            |
| 803     | Blackburn Skua Mk. II Blackburn Roc Mk. I    | tháng 4 - 1939 - tháng 10 - 1940                                 | -                                                                                 |
| 818     | Fairey Swordfish Mk. I                       | tháng 8 - 1939 - tháng 10 - 1939 tháng 6 - 1940 - tháng 7 - 1940 | Hoạt động trên HMS Furious và trên đất liền từ tháng 10 - 1939 đến tháng 6 - 1940 |
| 801     | Blackburn Skua Mk. II                        | tháng 4 - 1940 - tháng 5 - 1940                                  | Chuyển sang HMS Furious                                                           |
| 807     | Fairey Fulmar Mk. II                         | tháng 4 - 1940 - tháng 11 - 1941                                 | Hoạt động trên tàu lúc bị chìm                                                    |
| 701     | Supermarine Walrus Mk. I                     | tháng 6 - 1940                                                   | Phi đội huấn luyện                                                                |
| 808     | Fairey Fulmar Mk. II                         | tháng 9 - 1940 - tháng 11 - 1941                                 | Hoạt động trên tàu lúc bị chìm                                                    |
| 821X    | Fairey Swordfish Mk. I                       | tháng 12 - 1940 - tháng 1 - 1941                                 | Từ lực lượng còn sống sót của Phi đội 821, sau đó được sáp nhập vào Phi đội 815   |
| 800Y    | Fairey Fulmar Mk. I                          | tháng 6 - 1941                                                   | Một phần lực lượng của Phi đội 800                                                |
| 825     | Fairey Swordfish Mk. I                       | tháng 6 - 1941 - tháng 11 - 1941                                 | Hoạt động trên tàu lúc bị chìm                                                    |
| 816     | Fairey Swordfish Mk. I                       | tháng 7 - 1941 - tháng 11 - 1941                                 | Hoạt động trên tàu lúc bị chìm                                                    |
| 812     | Fairey Swordfish Mk. I                       | tháng 9 - 1941 - tháng 11 - 1941                                 | Hoạt động trên tàu lúc bị chìm                                                    |
| 828     | Fairey Swordfish Mk. I Fairey Albacore Mk. I | tháng 10 - 1941                                                  | Chuyển sang Malta                                                                 |

## Lịch sử hoạt động

### Nhiệm vụ tìm diệt tàu ngầm
Sự kiện Chiến tranh Thế giới thứ hai nổ ra vào ngày 3 tháng 9 năm 1939 đã được báo trước bằng việc hạm đội tàu ngầm U-boat của Đức chiếm lấy các vị trí ngoài khơi bờ biển nước Anh, nơi chúng có thể đánh chặn các tàu bè Anh. Trong vòng vài giờ sau khi chiến tranh nổ ra, chiếc tàu chở hành khách SS Athenia bị tàu ngầm Đức U-30 tấn công bằng ngư lôi, trở thành nạn nhân đầu tiên trong số 65.000 tấn tàu bè bị U-boat đánh chìm chỉ trong tuần lễ đầu tiên của cuộc chiến. Ark Royal được bố trí cùng Hạm đội Nhà tại các cửa ngỏ hướng Tây Bắc trong thành phần của một "Đội tìm-diệt tàu ngầm", bao gồm một hải đội các tàu khu trục cùng các tàu chiến chống tàu ngầm khác được tập trung chung quanh một tàu sân bay; có thể là HMS Courageous, HMS Hermes hoặc Ark Royal. Việc sử dụng máy bay xuất phát từ tàu sân bay giúp mở rộng khu vực tìm kiếm những chiếc U-boat, nhưng cũng khiến các tàu sân bay trở thành những mục tiêu hấp dẫn.
Ngày 14 tháng 9, Ark Royal nhận được cuộc gọi cầu cứu từ chiếc tàu SS Fanad Head đang ở cách (200 hải lý), và đang bị tàu ngầm U-30 săn đuổi. Ark Royal tung máy bay của nó ra để trợ giúp cho chiếc tàu buôn, nhưng lại bị tàu ngầm U-39 phát hiện, và phóng hai quả ngư lôi nhắm vào chiếc tàu sân bay. Các quan sát viên trên tàu phát hiện ra các đợt sóng ngư lôi đang đến gần, và Ark Royal bẻ lái hướng thẳng vào các quả ngư lôi nhằm giảm tiết diện, khiến chúng bị trượt và nổ vô hại phía đuôi tàu. Ba chiếc tàu khu trục hộ tống đã dùng thủy lựu đạn tấn công U-39, buộc nó phải trồi lên mặt nước. Thủy thủ đoàn Đức đã bỏ tàu trước khi U-39 bị đánh chìm, trở thành chiếc U-boat đầu tiên bị mất trong Chiến tranh thế giới thứ hai. Trong lúc đó, máy bay của Ark Royal đã đến được chỗ của Fanad Head, lúc này đã bị quân Đức chiếm giữ và điều khiển. Những chiếc Skua đã tấn công U-30 bất thành, hai máy bay bị rơi do chính sức ép của những quả bom do chúng phóng ra, mà không gây được thiệt hại gì cho chiếc tàu ngầm Đức. Chiếc U-boat thoát đi sau khi vớt nhóm chiếm giữ con tàu cùng hai phi công bị bắn rơi trở thành tù binh (cả hai trinh sát viên máy bay đều thiệt mạng), và phóng ngư lôi vào chiếc Fanad Head.
Sau khi kết thúc trận chiến, Ark Royal quay về căn cứ tại Loch Ewe, nơi nó cùng thủy thủ đoàn được đích thân Thủ tướng Winston Churchill đến thăm viếng. Việc đánh chìm chiếc tàu ngầm U-39 là một sự khích lệ tinh thần rất quan trọng; tuy nhiên, việc tấn công bất thành nhắm vào Ark Royal, rồi được tiếp nối bằng cuộc tấn công đánh chìm chiếc HMS Courageous vào ngày 17 tháng 9, chứng tỏ cho Bộ Hải quân thấy nguy cơ quá lớn khi sử dụng những chiếc tàu sân bay theo cách này, nên sau đó các đội tìm-diệt tập trung quanh các tàu sân bay bị giải tán.

### Một lần suýt đắm
Ngày 25 tháng 9 năm 1939, Ark Royal giúp cứu hộ chiếc tàu ngầm HMS Spearfish, vốn bị tàu chiến Đức gây hư hại tại bãi đá ngầm Horn gần Kattegat. Trong khi quay về cảng cùng với Spearfish và các thiết giáp hạm HMS Nelson và HMS Rodney vào ngày 26 tháng 9, những chiếc tàu chiến bị ba chiếc thủy phi cơ Dornier Do 18 của Không quân Đức phát hiện. Ark Royal đã tung ra ba máy bay Blackburn Skua để tiêu diệt chúng; và một chiếc Dornier bị bắn rơi như là chiến công không chiến đầu tiên của người Anh trong cuộc chiến.
Vị chỉ huy không lực của Ark Royal, ý thức rằng những chiếc Dornier còn sống sót sẽ báo cáo vị trí của những tàu chiến Anh, nên đã ra lệnh cho cố định toàn bộ máy bay và các khẩu đội phòng không sẵn sàng chiến đấu. Bốn chiếc máy bay ném bom Ju 88 xuất hiện không lâu sau đó; ba chiếc bị đánh đuổi bởi hỏa lực phòng không, nhưng chiếc thứ tư cũng xoay xở phóng một quả bom 1.000 kg (2.200 lb) nhắm vào chiếc tàu sân bay. Ark Royal bẻ lái gắt sang mạn phải, tránh được quả bom nổ tung trên mặt biển cách mạn tàu 30 m (100 ft), tung một cột nước khổng lồ bao phủ con tàu. Viên phi công Đức đã không thể thấy được trái bom của mình có trúng đích hay không, và một máy bay trinh sát Đức sau đó trông thấy hai chiếc thiết giáp hạm, nhưng không nhìn thấy Ark Royal. Dựa trên những tin tức này, người Đức đã công bố nhầm lẫn là đã đánh chìm được Ark Royal. Để chứng minh sự sai lầm của bộ máy tuyên truyền Đức Quốc xã trước khi chúng có ảnh hưởng tiêu cực đến những đồng minh của Anh, Winston Churchill đích thân liên lạc với Tổng thống Hoa Kỳ Franklin Roosevelt đoan chắc là chiếc tàu sân bay không bị hư hại, và cho mời Tùy viên Quân sự Mỹ đến thăm chiếc Ark Royal tại cảng. Tùy viên Quân sự Anh tại Rome cũng nhận được chỉ thị phải trấn an Thủ tướng Ý Benito Mussolini là con tàu vẫn còn hoạt động.

### Săn đuổi chiếcGraf Spee
Vào tháng 10 năm 1939, Ark Royal được bố trí đến Freetown và hoạt động ngoài khơi bờ biển châu Phi để truy tìm chiếc thiết giáp hạm bỏ túi Đức Admiral Graf Spee đang tiến hành kiểu chiến tranh cướp tàu buôn. Chiếc tàu sân bay được bố trí vào Lực lượng K, và lên đường cùng với chiếc tàu tuần dương thiết giáp HMS Renown đến khu vực Nam Đại Tây Dương. Ngày 9 tháng 10, máy bay của Ark Royal đã nhìn thấy chiếc tàu chở dầu Đức Altmark, đang có nhiệm vụ tiếp nhiên liệu cho Admiral Graf Spee. Chiếc tàu chở dầu được ngụy trang như là chiếc tàu Mỹ Delmar, và đã đánh lừa được hạm đội Anh đi ngang qua nó mà không phát hiện. Ngày 5 tháng 11, Ark Royal chiếm được chiếc tàu buôn Đức SS Uhenfels vốn đang dự tính quay trở về nước nhà; sau đó bị người Anh tịch thu và sử dụng như một tàu chuyên chở dưới tên gọi Empire Ability. Nhiều tàu buôn trung lập được máy bay của nó phát hiện và trinh sát, và hai lần đã khiến thủy thủ đoàn của chúng tưởng rằng bị tấn công và đã bỏ tàu. Một thông điệp giải thích được bỏ vào một cái bao ném xuống các thủy thủ Na Uy đã giúp họ bình tâm quay trở lại tàu; nhưng nỗ lực thứ hai bị thất bại khi cái bao ném xuống một tàu buôn Bỉ lọt vào ống khói tàu.
Vào lúc này, Admiral Graf Spee đang tiến vào cảng trung lập Montevideo thuộc Uruguay để sửa chữa các hư hỏng gây ra bởi trận chiến River Plate. Nhiều tàu tuần dương Anh tiếp tục dõi theo con tàu chiến Đức, và tiếp tục tuần tra ở lối ra vào cảng trong khi báo cáo vị trí của Admiral Graf Spee cho hạm đội. Ark Royal và Renown được cho tách khỏi lực lượng chính để tham gia nhóm này, nhưng chúng còn cách xa đến 36 giờ chạy tàu. Khi đó, Tùy viên Hải quân Anh đã thực hiện một kế hoạch nghi binh khiến người Đức tin rằng hai chiếc tàu chiến chủ lực đã đến nơi. Họ đặt một đơn hàng tiếp nhiên liệu cho chiếc Ark Royal sẽ thực hiện tại Buenos Aires, cách Montevideo 225 km (140 dặm) về phía Tây; tin tức này bị lộ ra (có chủ định) cho báo chí và đến được Tòa đại sứ Đức tại Montevideo, và cuối cùng là đến Thuyền trưởng của chiếc Admiral Graf Spee, Hans Langsdorff. Tin tức này đã góp phần vào quyết định tự đánh đắm con tàu của Langsdorff ngay lối ra vào cảng Montevideo.

### Quay trở lại hạm đội
Sau khi Graf Spee đã chìm, Ark Royal ở lại Đại Tây Dương một thời gian ngắn trước khi hộ tống chiếc HMS Exeter bị hư hại quay trở về cảng Devonport, và chúng đến nơi vào tháng 2 năm 1940. Sau đó, Ark Royal đến Portsmouth để nhận thêm nhân sự và tiếp liệu trước khi đến Scapa Flow. Khi đến nơi, nó chuyển những chiếc máy bay Blackburn Skua của nó cho Căn cứ Không lực Hatston để tăng cường phòng thủ cho cảng chủ lực này. Sau đó Ark Royal được phân về Hạm đội Địa Trung Hải để tập trận. Nó rời Scapa Flow ngày 31 tháng 3 hướng đến Alexandria cùng với chiếc tàu sân bay HMS Glorious. Hai chiếc tàu sân bay đi đến khu vực Đông Địa Trung Hải vào ngày 8 tháng 4, nhưng các cuộc tập trận bị hủy bỏ một ngày sau đó, và những con tàu chiến quay trở về Gibraltar chờ đợi mệnh lệnh mới.
Lực lượng quân Đức tấn công Na Uy trong Chiến dịch Weserübung vào ngày 7 tháng 4 đã chiếm được một số khu vực dọc bờ biển. Các nỗ lực của Hải quân Hoàng gia nhằm hỗ trợ các đơn vị Anh trên bờ bị thất bại, các cuộc không kích đối phương đã áp đảo các tàu chiến, đánh chìm chiếc HMS Gurkha và suýt đánh chìm chiếc HMS Suffolk. Nhận thức rằng các tàu chiến Anh cần có được sự che chở trên không, nhưng bờ biển Na Uy ở ngoài tầm hoạt động của những chiếc máy bay đặt căn cứ trên đất liền tận Anh Quốc, Bộ Hải quân đã cho triệu hồi hai chiếc tàu sân bay Ark Royal và Glorious từ khu vực Địa Trung hải vào ngày 16 tháng 4.

### Chiến dịch Na Uy
Ark Royal và Glorious về đến Scapa Flow ngày 23 tháng 4 năm 1940, và lập tức được bố trí tham gia Chiến dịch DX; di chuyển sang Na Uy cùng các tàu tuần dương Curlew và Berwick dưới sự hộ tống của các tàu khu trục Hyperion, Hereward, Hasty, Fearless, Fury và Juno; đây là lần đầu tiên Hải quân Hoàng gia bố trí các tàu sân bay với nhiệm vụ chủ yếu là hỗ trợ trên không bảo vệ các tàu chiến. Những con tàu chiến đi đến vị trí chiến đấu ngoài khơi bờ biển Na Uy vào ngày 25 tháng 4, trong khi Ark Royal ở lại vị trí cách bờ 220 km (120 hải lý) nhằm giảm thiểu nguy cơ bị không kích. Máy bay của nó thực hiện các phi vụ tuần tra chống tàu ngầm, hỗ trợ các tàu chiến khác cũng như tấn công các mục tiêu tàu bè và trên đất liền. Ark Royal quay về Scapa Flow vào ngày 27 tháng 4 để tiếp nhiên liệu và bổ sung máy bay bị mất hay hư hại trong chiến đấu, rồi lại hối hả quay lại chiến trường cùng với chiếc thiết giáp hạm HMS Valiant theo hộ tống. Trên đường quay lại, Ark Royal bị các máy bay Đức Junkers Ju 88 và Heinkel He 111 đặt căn cứ tại Na Uy tấn công, nhưng không bị thiệt hại, và trở lại vị trí chiến đấu vào ngày 29 tháng 4.

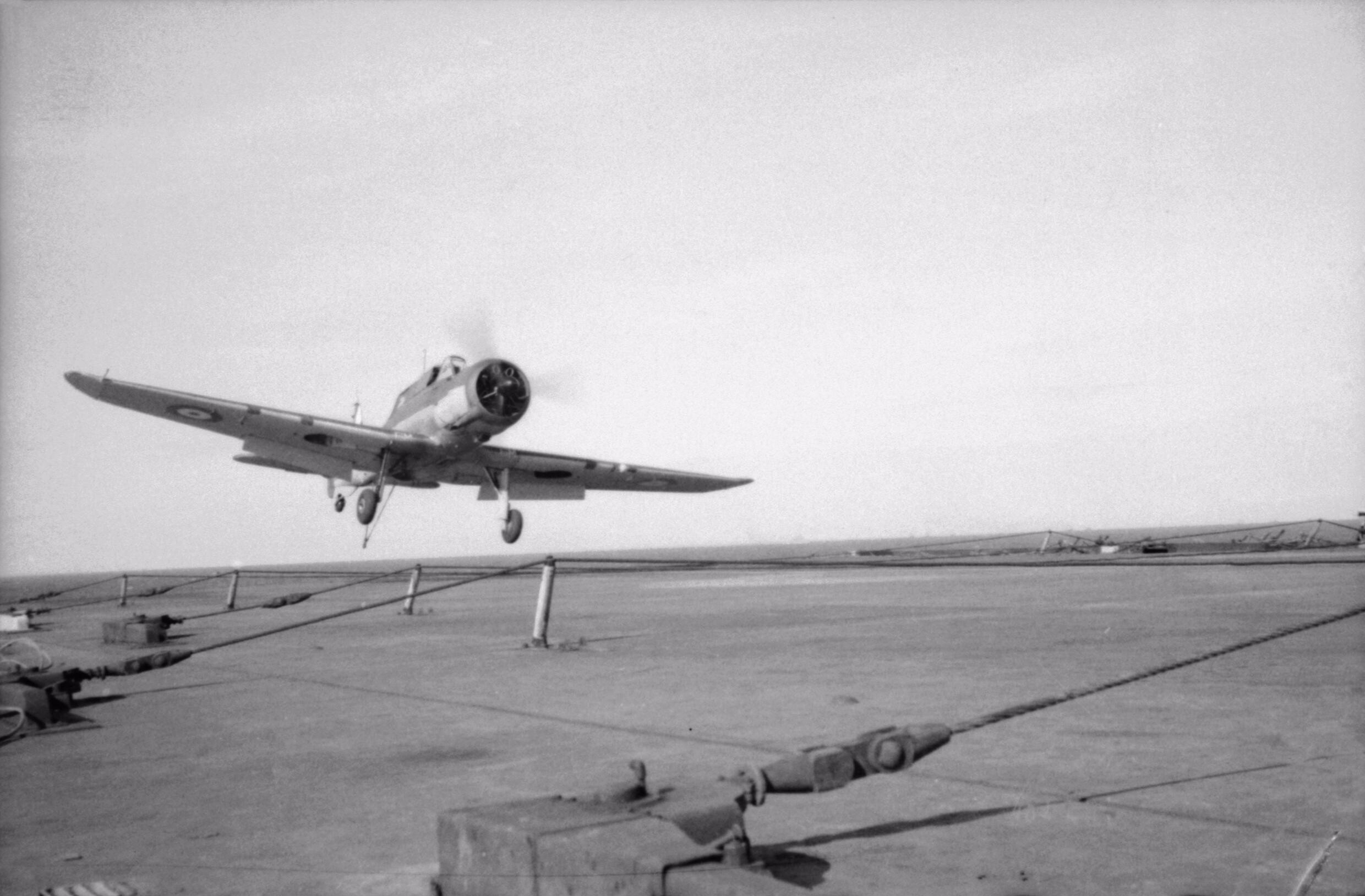
Một chiếc Blackburn Skua đang hạ cánh trên Ark Royal. Skua là kiểu máy bay chủ lực của Không lực Hạm đội vào giai đoạn mở đầu của Thế Chiến II. Có thể thấy được những dây hãm được giăng ngang sàn đáp

Đến lúc này, Bộ chỉ huy tối cao Anh nhận ra rằng họ không thể kháng cự sức tấn công của quân Đức ở miền Nam Na Uy. Việc triệt thoái lực lượng Đồng Minh khỏi Molde và Åndalsnes được bắt đầu, khi được Ark Royal yểm trợ trên không từ ngày 30 tháng 4. Vào ngày 1 tháng 5, quân Đức tìm cách đánh chìm con tàu khi tung ra nhiều đợt không kích liên tục suốt ngày. Máy bay tiêm kích của Ark Royal và hàng rào hỏa lực phòng không dày đặc đã chặn đứng được đối phương, và mặc dù nhiều quả bom đã được thả, không có quả nào trúng đích. Việc triệt thoái hoàn tất vào ngày 3 tháng 5, và chiếc tàu sân bay quay trở về Scapa Flow để tiếp nhiên liệu và tiếp đạn trước khi quay lại Na Uy. Trong thời gia cập cảng, Thuyền trưởng Arthur Power được đề bạt một chức vụ cao hơn tại Bộ Hải quân, và ông được thay thế bởi Đại tá Cedric Holland. Khi quay trở lại Na Uy, Ark Royal tiếp tục hỗ trợ trên không cho các hoạt động tác chiến chung quanh Narvik, bao gồm việc đổ bộ lực lượng Pháp tại đây vào ngày 13 tháng 5. Sang ngày 18 tháng 5, nó được sự tiếp sức bởi các tàu sân bay Glorious và Furious.
Cho dù có những nỗ lực như vậy, tình hình vào cuối tháng 5 cho thấy lực lượng Pháp hoàn toàn vô vọng, và chiến dịch Alphabet phải được thực hiện để triệt thoái lực lượng Đồng Minh khỏi Narvik. Ark Royal và Glorious, được các tàu khu trục Highlander, Diana, Acasta, Ardent và Acheron hộ tống, đã khởi hành từ Scapa Flow vào ngày 1 tháng 6 để yểm trợ cho cuộc rút lui được thực hiện vào ngày hôm sau. Ark Royal thực hiện các phi vụ tuần tra và ném bom từ ngày 3 đến ngày 6 tháng 6 trước khi được bố trí đến Narvik vào ngày 7 tháng 6. Thảm họa xảy ra vào ngày hôm sau, khi Glorious cùng hai chiếc Acasta và Ardent theo hộ tống được tách ra để quay về Anh. Chúng bị các thiết giáp hạm Đức Scharnhorst và Gneisenau tấn công và đánh chìm. Máy bay của Ark Royal được tung ra để truy lùng, nhưng không tìm thấy hai chiếc tàu chiến Đức, khi chúng đã rút lui về Trondheim.
Đoàn tàu vận tải triệt thoái cuối cùng rời Narvik vào ngày 9 tháng 6. Trước khi các tàu Anh có thể rút lui, một cuộc không kích vào Trondheim đã phát hiện ra chiếc Scharnhorst. Ark Royal tung những máy bay Skua của nó ra thực hiện một cuộc không khích lúc nửa đêm ngày 13 tháng 6. Cuộc tấn công lại là một thảm họa khác: các tàu khu trục hộ tống Antelope và Electra bị va chạm trong khi Ark Royal đang phóng máy bay lên trong thời tiết đầy sương mù, khiến chúng phải quay về Anh để sửa chữa; tám trong số mười lăm chiếc Skua tấn công bị bắn rơi, trong khi Scharnhorst thoát được mà không bị thiệt hại. Ark Royal quay về Scapa Flow ngày hôm sau, rồi được bố trí sang Hạm đội Địa Trung Hải.

### Bố trí tại Địa Trung Hải
Ark Royal rời Scapa Flow cùng với chiếc tàu tuần dương thiết giáp HMS Hood và ba tàu khu trục hộ tống, đi đến Gibraltar ngày 23 tháng 6 năm 1940. Tại đây nó gia nhập Lực lượng H dưới quyền chỉ huy của Đô đốc Sir James Somerville. Sau khi Pháp thua trận, nảy sinh ra mối lo ngại về lực lượng Hạm đội Pháp tại Mers-el-Kébir sẽ lọt vào quyền kiểm soát của phe Trục và làm đảo lộn mối tương quan lực lượng hải quân trong khu vực Địa Trung Hải, ảnh hưởng đến toàn bộ chiếc cuộc. Thuyền trưởng của Ark Royal, Đại tá Cedric Holland, nguyên là Tùy viên Hải quân Anh tại Paris, được cử đi thương lượng về việc đầu hàng hoặc tự đánh chìm hạm đội Pháp, trong khi Lực lượng H được bố trí ngay lối ra vào cảng. Khi các Đô đốc Pháp từ chối các điều kiện thương lượng, tàu chiến Anh đã nổ súng vào hạm đội Pháp. Trong trận tấn công Mers-el-Kébir diễn ra sau đó, máy bay của Ark Royal đã trinh sát và thông báo vị trí của các tàu chiến Pháp cho hạm đội Anh. Thiết giáp hạm Pháp Strasbourg thoát ra được, cho dù bị các máy bay Swordfish của Ark Royal tấn công. Hai ngày sau đó, máy bay của nó Ark Royal vô hiệu hóa chiếc thiết giáp hạm Dunkerque, vốn đã bị mắc cạn sau cuộc tấn công ban đầu.

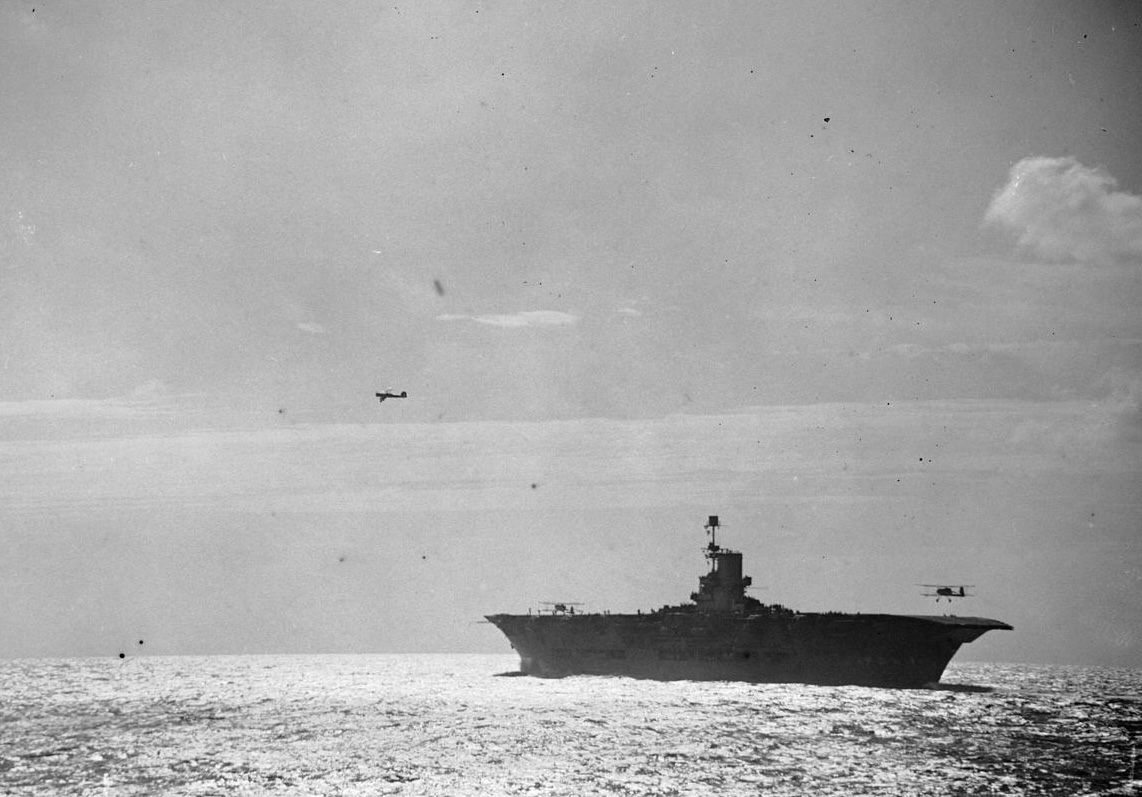
Một chiếc Fairey Swordfish đang hạ cánh xuống Ark Royal, trong khi một chiếc Blackburn Skua đang lượn vòng bên trên. Ảnh chụp từ chiếc HMS Kelvin sau cuộc tấn công Hạm đội Ý ngoài khơi Sardinia

Sau khi giảm thiểu khả năng thách thức của lực lượng Pháp tại Địa Trung Hải, Lực lượng H chuẩn bị để tấn công các mục tiêu Ý, và đã khởi hành từ Gibraltar vào ngày 8 tháng 7. Tuy nhiên, trên đường đi, lực lượng bị máy bay ném bom Ý tấn công chỉ sau khi xuất phát được 8 giờ; và cho dù lực lượng H không bị hư hại gì, Đô đốc Somerville vẫn ra lệnh hủy bỏ cuộc không kích và cho hạm đội quay trở về Gibraltar. Trong tháng 7, Malta, một đảo thuộc địa của Anh trong vùng Địa Trung Hải bị Không quân Ý tấn công, và Lực lượng H được lệnh chuyển giao số máy bay tiêm kích Hawker Hurricane để tăng cường việc phòng không cho hòn đảo này. Lực lượng H được bố trí từ ngày 31 tháng 7 đến ngày 4 tháng 8, khi chiếc tàu sân bay HMS Argus được sử dụng trong việc chuyển giao máy bay, còn Ark Royal hỗ trợ từ trên không cho toàn hạm đội. Vào ngày 2 tháng 8, Ark Royal tung một đợt không kích thành công xuống căn cứ của Ý tại Cagliari.
Lực lượng H ở lại Gibraltar cho đến ngày 30 tháng 9, khi chúng hộ tống lực lượng tăng cường cho hạm đội của Đô đốc Andrew Cunningham đến Alexandria. Trên đường đi, các cuộc tấn công phân tán được chuẩn bị nhắm vào các căn cứ không quân của Ý tại Elmas và Cagliari, nhằm đánh lạc hướng sự chú ý của đối phương khỏi lực lượng tăng viện và cả một đoàn tàu vận tải đang trên đường đi đến Malta. Các cuộc không kích được thực hiện thành công vào ngày 1 tháng 10, và hạm đội đi đến Alexandria một cách an toàn do không bị Không quân Ý chú ý đến. Từ Alexandria, Ark Royal được tách ra và gửi đến khu vực Tây Phi để hỗ trợ cho các cố gắng của Anh nhằm thuyết phục các thuộc địa của Pháp theo phe chính phủ Vichy chuyển sang Pháp Tự Do. Trong quá trình thương lượng, nhiều đội bay của phe Pháp Tự Do đã cất cánh từ Ark Royal, nhưng họ đều bị bắt giữ tại Dakar. Công việc thương lượng thất bại, và máy bay ném bom của Ark Royal được tung ra để ném bom các căn cứ quân sự trong một nỗ lực bị thất bại của người Anh nhằm có thể chiếm Dakar bằng vũ lực. Sau sự kiện này, được hộ tống bởi những chiếc HMS Fortune, HMS Forester và HMS Greyhound, Ark Royal quay về Anh Quốc để được tái trang bị, vào ụ tàu tại Liverpool vào ngày 8 tháng 10. Công việc bảo trì kéo dài cho đến ngày 3 tháng 11, bao gồm việc sửa chữa máy móc và trang bị một rào chắn mới cho sàn đáp.

Bom rơi phía đuôi chiếc Ark Royal trong một đợt không kích của máy bay Ý trong trận chiến mũi Spartivento. Ảnh chụp từ chiếc tàu tuần dương HMS Sheffield

Sau khi hoàn tất việc tái trang bị, Ark Royal, được các tàu Barham, Berwick và Glasgow tháp tùng, lên đường đi Gibraltar, và đến nơi vào ngày 6 tháng 11. Chúng được bố trí cùng phần còn lại của Lực lượng H vào nhiệm vụ hộ tống các đoàn tàu vận tải lực lượng tăng viện từ Gibraltar đến Alexandria và Malta, thực hiện nhiều chuyến đi trước khi được bố trí tham gia chiến dịch Collar vào ngày 25 tháng 11, một trong tổng số 35 đoàn tàu vận tải đến Malta được thực hiện từ năm 1940 đến năm 1942. Một lực lượng hạm đội Ý do các thiết giáp hạm Giulio Cesare và Vittorio Veneto dẫn đầu được tung ra để đánh chặn đoàn tàu vận tải. Hạm đội Ý bị một máy bay trinh sát của Ark Royal phát hiện, và chiếc tàu sân bay đã tung những chiếc máy bay phóng ngư lôi Swordfish của nó ra tấn công, trong khi các tàu chiến chủ lực của Lực lượng H cũng quay mũi tiến về phía đối phương. Trong trận chiến mũi Spartivento diễn ra sau đó, tàu khu trục Ý Lanciere bị hư hại, nhưng không rõ là do ngư lôi của những chiếc máy bay ném bom hay do hải pháo của các tàu chiến Anh. Người Anh lầm tưởng Lanciere là một tàu tuần dương, trong khi các chỉ huy Ý lại nhận được báo cáo sai lầm là tàu tuần dương Bolzano bị đánh trúng. Các cuộc không kích của Anh cũng không thể đánh trúng thêm tàu chiến Ý nào khác, cũng như không thể đánh chìm chiếc tàu khu trục đã bị hư hại nặng; trong khi cuộc không kích trả đũa bởi Không quân Ý đã xem Ark Royal là một mục tiêu lý tưởng, nhưng không có quả bom nào ném trúng đích. Trận đánh không mang lại một kết quả rõ ràng, cho dù đoàn tàu vận tải Anh đi đến được điểm đến mà không bị thiệt hại.
Ngày 14 tháng 12, Ark Royal và Lực lượng H được tái bố trí từ Gibraltar sang đại Tây Dương để truy tìm các tàu chiến đối phương tham gia chiến tranh cướp tàu buôn tại khu vực quần đảo Açores. Ark Royal quay trở về Địa Trung Hải vào ngày 20 tháng 12, và tham gia hộ tống chiếc thiết giáp hạm HMS Malaya cùng các tàu buôn từ Malta cho đến ngày 27 tháng 12. Sau đó Lực lượng H tham gia Chiến dịch Excess, một kế hoạch đưa các đoàn tàu vận tải vượt Địa Trung Hải đến tăng cường cho Lực lượng Sa mạc Tây đang ra sức đẩy lùi lực lượng trên bộ của Ý từ Ai Cập về phía Libya. Trong tháng tiếp theo sau, tình thế của Anh Quốc tại Địa Trung Hải tiếp tục xấu đi, đặc biệt là do sự can dự của Không quân Đức và sự kiện suýt mất chiếc tàu sân bay HMS Illustrious. Hạm đội Địa Trung Hải đang chịu áp lực bởi lực lượng của phe Trục tại khu vực Đông Địa Trung Hải, trong khi quân cảng quan trọng Gibraltar của Anh có thể bị mất nếu như Tây Ban Nha chuyển sang liên minh với Đức thay vì đứng ngoài vòng chiến. Để giảm nhẹ áp lực cho Hạm đội Địa Trung Hải, đồng thời cũng để phô trương sức mạnh của Anh Quốc trước Tây Ban Nha, Bộ Hải quân và Đô đốc Cunningham vạch kế hoạch sử dụng những chiếc máy bay ném bom Swordfish của Ark Royal không kích vào các mục tiêu của Ý, được hỗ trợ bằng việc nả pháo của các tàu chiến hạng nặng. Cuộc ném bom đầu tiên được thực hiện vào ngày 2 tháng 1 năm 1941 nhắm vào đập Tirso tại Sardinia đã không thành công, nhưng những chiếc máy bay ném bom Swordfish của Ark Royal đã may mắn hơn vào ngày 6 tháng 1 khi chúng ném bom thành phố cảng Genoa. Máy bay của chiếc tàu sân bay cũng bảo vệ cho các thiết giáp hạm HMS Renown và HMS Malaya khi chúng nả pháo vào cảng này. Ngày 9 tháng 1, Ark Royal tung máy bay của nó ra ném bom một cơ sở lọc dầu tại La Spezia, và rải mìn xuống hải cảng. Cả hai chiến dịch này đều thành công.

### Truy lùngScharnhorstvàGneisenau
Đầu tháng 2 năm 1941, các thiết giáp hạm Scharnhorst và Gneisenau đã hướng ra Đại Tây Dương thực hiện kiểu chiến tranh cướp tàu buôn theo lệnh của Đô đốc Erich Raeder. Chúng có nhiệm vụ phá hoại các tuyến đường hàng hải Đồng Minh và thu hút các tàu chiến chủ lực từ các khu vực khác. Vào ngày 8 tháng 3, Lực lượng H và Ark Royal được lệnh tiến ra quần đảo Canary để truy lùng những tên "cướp biển" hiện đại, và để bảo vệ các đoàn tàu vận tải đang từ Hoa Kỳ vượt Đại Tây Dương. Ark Royal sử dụng máy bay của nó để truy tìm những chiếc tàu bị đối phương chiếm giữ và đang trên đường đi về Đức. Ba chiếc tàu như vậy bị phát hiện vào ngày 19 tháng 3: hai chiếc buộc phải tự đánh đắm, trong khi chiếc thứ ba, SS Polykarp, được tái chiếm.
Chiều tối ngày 21 tháng 3, một chiếc Fairey Fulmar xuất phát từ Ark Royal tình cờ gặp được Scharnhorst và Gneisenau ngoài biển khơi. Do thiết bị liên lạc vô tuyến bị hỏng, đội bay chỉ có thể quay trở về Ark Royal trước khi có thể báo cáo tin tức, lúc mà các tàu chiến Đức đã thoát đi dưới sự che chở của sương mù. Ngày hôm sau, Ark Royal tiếp nối các cuộc tuần tra trên không nhằm hy vọng tìm ra đối thủ. Trong ngày hôm đó, hỏng hóc xảy ra cho máy phóng máy bay đã làm mất một chiếc Fairey Swordfish, hất tung chiếc máy bay xuống biển ngay trước mũi con tàu. Không thể dừng lại, Ark Royal cưỡi lên trên chiếc Swordfish và ngay ở bên trên nó khi những quả mìn sâu mà chiếc máy bay mang theo phát nổ dưới nước ngay bên dưới con tàu. Chiếc tàu sân bay bị buộc phải quay trở về Gibraltar vào ngày 24 tháng 3 để sửa chữa; trong khi Scharnhorst và Gneisenau tránh khỏi sự truy đuổi và quay về Brest thuộc Pháp an toàn.

### Các đoàn tàu vận tải đến Malta và Chiến dịch Tiger

Một hàng rào hỏa lực phòng không dày đặc được dựng lên khi các máy bay ném ngư lôi Ý tấn công Lực lượng H. Ark Royal ở bên trái cùng một máy bay Ý bên trên mũi tàu, và HMS Renown bên phải

Ark Royal trải qua tháng 4 năm 1941 xen kẻ các nhiệm vụ hộ tống vận tải và chuyển giao máy bay đến Malta, cũng như quay qua Đại Tây Dương săn tìm những tàu cướp biển đối phương. Đến tháng 5 năm 1941, Quân đoàn Phi Châu (Afrika Korps) của Erwin Rommel đang tiến quân qua Bắc Phi về hướng kênh đào Suez, đẩy lùi Lực lượng Sa mạc Tây. Với nguy cơ lực lượng Anh bị thua trận và các vị trí chiến lược bị mất, Bộ chỉ huy Tối cao Anh buộc phải liều tổ chức một đoàn tàu vận tải tăng cường vượt Địa Trung Hải đến Alexandria. Đoàn tàu vận tải bao gồm năm tàu vận tải lớn, được hộ tống bởi Ark Royal, các thiết giáp hạm HMS Renown và HMS Queen Elizabeth, các tàu tuần dương HMS Sheffield, HMS Naiad, HMS Fiji và HMS Gloucester cùng các tàu khu trục của Chi hạm đội Khu trục 5. Trước khi Ark Royal khởi hành, Thuyền trưởng Holland được cho nghỉ dưỡng do chịu áp lực và sức khỏe kém, và trách nhiệm chỉ huy tàu được trao cho Đại tá Loben Maund. Đoàn tàu vận tải rời Gibraltar ngày 6 tháng 5, nhanh chóng bị máy bay trinh sát Ý phát hiện. Đoàn tàu vận tải, với tốc độ di chuyển khá chậm chỉ có 26 km/h (14 knot), và được hộ tống bởi nhiều tàu chiến chủ lực, trở thành một mục tiêu đầy sức cám dỗ, nên nhiều máy bay Đức và Ý được huy động vào cuộc tấn công nó.
Đoàn tàu vận tải Anh bị không kích vào ngày 8 tháng 5, trước tiên là bởi Không quân Ý và nối tiếp bởi Không quân Đức. Suốt ngày hôm sau, mười hai chiếc Fairey Fulmar của Ark Royal (số tối đa có thể có được) đã đánh lui được trên năm mươi máy bay đối phương, dưới sự trợ giúp của việc định vị mục tiêu từ hệ thống radar trên chiếc HMS Sheffield, và hỏa lực phòng không từ các tàu hộ tống. Trong các đợt tấn công đầu tiên, một chiếc Fulmar bị mất, làm thiệt mạng Đại úy Rupert Tillard và Trung úy Mark Somerville, cháu của Đô đốc Somerville; một chiếc khác cũng bị tiêu diệt nhưng cứu được đội bay, trong khi nhiều chiếc khác bị hư hại. Sau đó, chỉ còn có bảy chiếc để đương đầu với lực lượng chủ lực của Không quân Đức với 34 máy bay, và một đợt tấn công cuối cùng ngay trước khi trời tối được đẩy lui chỉ với hai máy bay và hỏa lực phòng không của những chiếc tàu chiến. Lực lượng đoàn tàu vận tải không bị tổn thất đánh kể: tất cả đều do trúng phải thủy lôi, khi chiếc Empire Song bị đánh chìm và chiếc New Zealand Star bị hư hại nhưng đi đến được cảng đích.
Ark Royal chịu đựng một đợt không kích khác vào ngày 12 tháng 5 trên đường quay về Gibraltar. Sau đó, nó còn cùng chiếc tàu sân bay HMS Furious chuyển giao những chiếc máy bay tiêm kích Hawker Hurricane để hỗ trợ cho việc phòng thủ Malta.

### Săn đuổi chiếcBismarck

Một chiếc Fairey Swordfish của Ark Royal đang quay về ở tầm thấp sau khi phóng ngư lôi tấn công chiếc Bismarck

Ngày 18 tháng 5 năm 1941, thiết giáp hạm Đức Bismarck cùng tàu tuần dương Prinz Eugen bắt đầu Chiến dịch Rheinübung khi tiến ra Đại Tây Dương đánh phá các tuyến đường hàng hải Đồng Minh. Sau khi đánh chìm tàu tuần dương thiết giáp HMS Hood và làm hư hại thiết giáp hạm HMS Prince of Wales trong trận chiến eo biển Đan Mạch, Bismarck thoát khỏi những tàu chiến truy đuổi và hướng về phía bờ biển Pháp hướng ra Đại Tây Dương. Ark Royal, Renown và Sheffield, được hộ tống bởi HMS Faulknor, HMS Foresight, HMS Forester, HMS Fortune, HMS Foxhound và HMS Fury, được cho tách ra và điều đến Đại Tây Dương vào ngày 23 tháng 5 để truy tìm chiếc tàu chiến đối phương. Đến ngày 26 tháng 5, một chiếc Fairey Swordfish của Ark Royal tìm thấy Bismarck và bắt đầu dõi theo nó, trong khi Hạm đội Nhà được huy động vào việc truy đuổi.
Vào lúc phát hiện đối phương, các tàu chiến Anh còn cách mục tiêu đến 240 km (140 dặm) và không thể nào bắt kịp Bismarck trước khi chiếc thiết giáp hạm Đức đến được Saint-Nazaire. Mười lăm chiếc máy bay ném bom Swordfish trang bị ngư lôi được tung ra với hy vọng trì hoãn được nó. Tàu tuần dương Anh HMS Sheffield cũng đang theo dõi Bismarck, và đang ở vị trí giữa Ark Royal và Bismarck. Những chiếc máy bay ném bom đã nhận diện nhầm chiếc tàu tuần dương Anh là mục tiêu của chúng và phóng ngư lôi ra. May mắn là những quả ngư lôi được trang bị các kíp nổ từ tính kém tin cậy, khiến đa số chúng phát nổ khi chạm mặt nước, trong khi Sheffield tránh được số còn lại. Sau khi nhận ra sai lầm của mình, một trong các phi công đã gửi lời xin lỗi đến vị thuyền trưởng của Sheffield.
Khi quay lại tàu sân bay, những chiếc Swordfish giờ đây được trang bị ngư lôi có kíp nổ tiếp xúc, rồi lại xuất phát lúc 19 giờ 15 phút cho một đợt tấn công thứ hai. Chúng tìm ra và tấn công Bismarck ngay trước khi trời lặn, và đánh trúng đích ba quả ngư lôi: hai quả trúng phòng máy phía trước, trong khi quả thứ ba trúng phòng lái mạn trái phía đuôi và làm kẹt bánh lái ở một góc 15° sang mạn trái. Bismarck bị buộc phải di chuyển theo hình tròn cho đến khi bánh lái hỏng được vô hiệu hóa, khiến con tàu hầu như không còn bẻ lái được và hướng thẳng đến các tàu chiến Anh đang bắt kịp. Chiếc thiết giáp hạm Đức bị hư hại nặng trong cuộc tấn công đêm 26-rạng sáng ngày 27 tháng 5 và bị chìm vào lúc 10 giờ 39 phút ngày 27 tháng 5.

### Hộ tống các đoàn tàu vận tải đến Malta

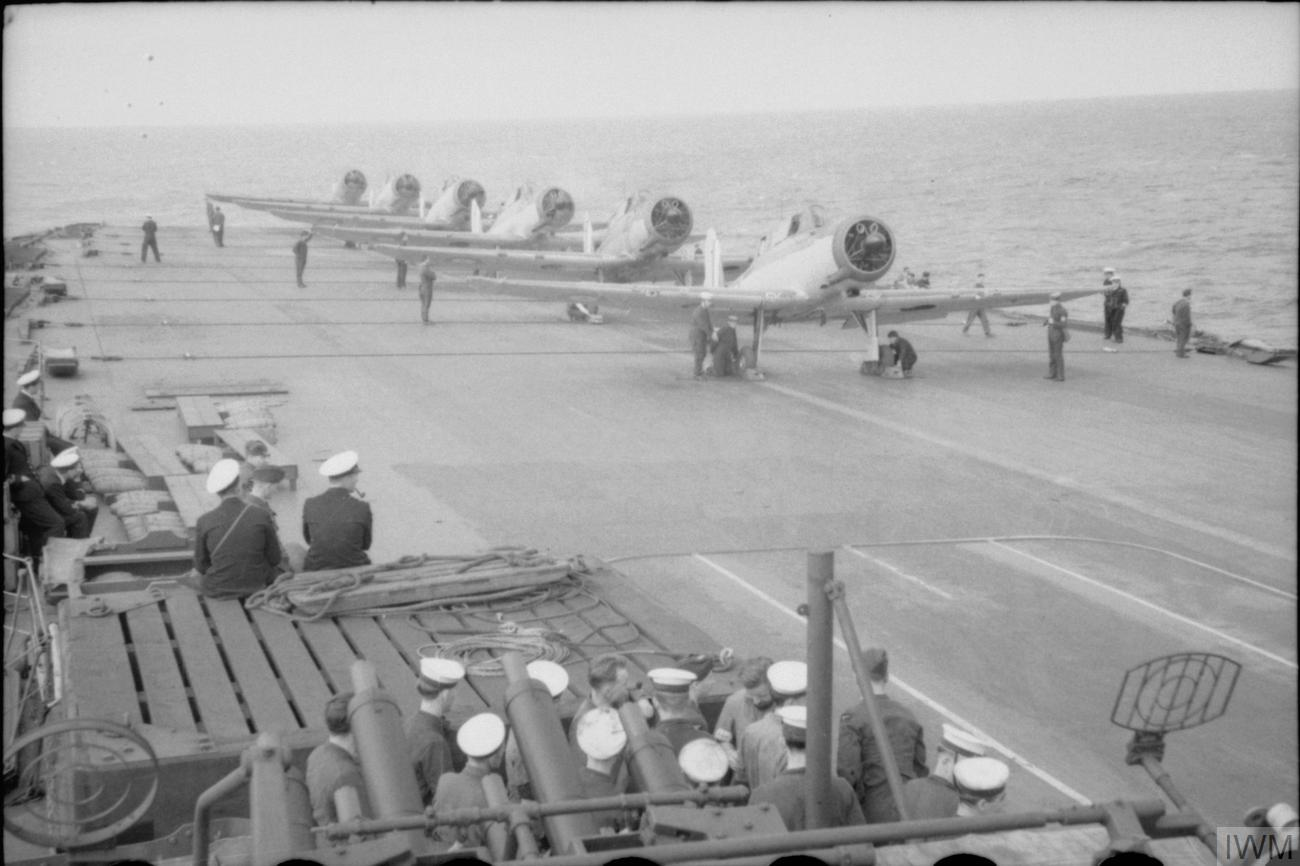
Sáu chiếc Blackburn Skua thuộc Phi đội Không lực Hải quân 800 xếp hàng trên sàn tàu trước khi cất cánh

Ark Royal cùng các tàu chiến của Lực lượng H quay trở lại Gibraltar vào ngày 29 tháng 5. Cho dù có sự khích lệ tinh thần quan trọng bên phe Đồng Minh do việc đánh chìm thiết giáp hạm Bismarck, tình hình tại Mặt trận Địa Trung Hải tiếp tục bất lợi cho họ. Hy Lạp và đảo Crete rơi vào tay phe Trục, trong khi Quân đoàn Phi Châu chuẩn bị tung ra đòn tấn công cuối cùng vào Ai Cập. Malta tiếp tục là một cứ điểm phòng thủ quan trọng trên Địa Trung Hải, nhưng phải chịu rất nhiều áp lực ngày càng gia tăng do các cuộc không kích của Ý và Đức, và không thể nào được tiếp liệu kể từ khi Crete thất thủ.
Ark Royal bị buộc phải tung ra hoạt động, chuyển giao máy bay đến Malta vào nhiều chuyến đi trong suốt tháng 6 và tháng 7, và hộ tống các đoàn tàu vận tải trong các chiến dịch Substance vào tháng 7 và Halberd vào tháng 9. Cho dù phải chịu đựng một số thiệt hại, các đoàn tàu vận tải đã thành công trong việc tiếp liệu giúp Malta duy trì sức kháng cự. Sự tiếp tục hiện diện của lực lượng Đồng Minh tại Malta là một vấn đề đáng kể đối với Rommel tại châu Phi, người đã bị tổn thất đến một phần ba hàng tiếp liệu vận chuyển từ Ý đến do các cuộc tấn công bằng tàu ngầm và máy bay ném bom đặt căn cứ tại Malta. Cuối cùng, Adolf Hitler quyết định gửi đến Địa Trung Hải một chi hạm đội tàu ngầm U-boat để tấn công tàu bè Đồng Minh tại đây, bất chấp lời khuyên của Đô đốc Erich Raeder.

### Chuyến hải trình cuối cùng và bị đánh chìm
Vào ngày 10 tháng 11 năm 1941, Ark Royal vận chuyển thêm máy bay đến Malta trước khi quay trở về Gibraltar. Đô đốc Somerville đã nhận được cảnh báo về hoạt động của những chiếc U-boat ngoài khơi bờ biển Tây Ban Nha, và đã lưu ý Lực lượng H cần cảnh giác. Cùng có mặt tại vùng biển này là chiếc tàu ngầm Đức U-81 dưới quyền chỉ huy của Thuyền trưởng Friedrich Guggenberger, vốn cũng nhận được tin tức về việc Lực lượng H đang trên đường quay trở về Gibraltar. Vào ngày 13 tháng 11, lúc 15 giờ 40 phút, người điều khiển sonar trên tàu khu trục HMS Legion phát hiện tiếng động lạ không rõ nguồn gốc, nhưng đoán là tiếng chân vịt quay của một tàu khu trục khác gần đó. Một phút sau, Ark Royal trúng phải một quả ngư lôi phía giữa tàu, giữa các bồn chứa nhiên liệu và kho chứa bom, ngay bên dưới cầu tàu chỉ huy. Vụ nổ làm rung chuyển toàn bộ chiếc Ark Royal, hất tung những chiếc máy bay ném bom-ngư lôi lên không, làm thiệt mạng một thủy thủ, tạo ra một lỗ thủng dài 40 m (130 ft) và rộng 9 m (30 ft) bên mạn phải thân tàu, gây ngập nước phòng nồi hơi bên mạn phải, bảng điều khiển liên lạc nội bộ, các bồn chứa nhiên liệu và trên 32 m (106 ft) đáy thân tàu. Bộ truyền động bên mạn phải bị hỏng, khiến phân nửa phía sau con tàu bị mất điện, trong khi việc liên lạc nội bộ bị ảnh hưởng nặng khắp con tàu.

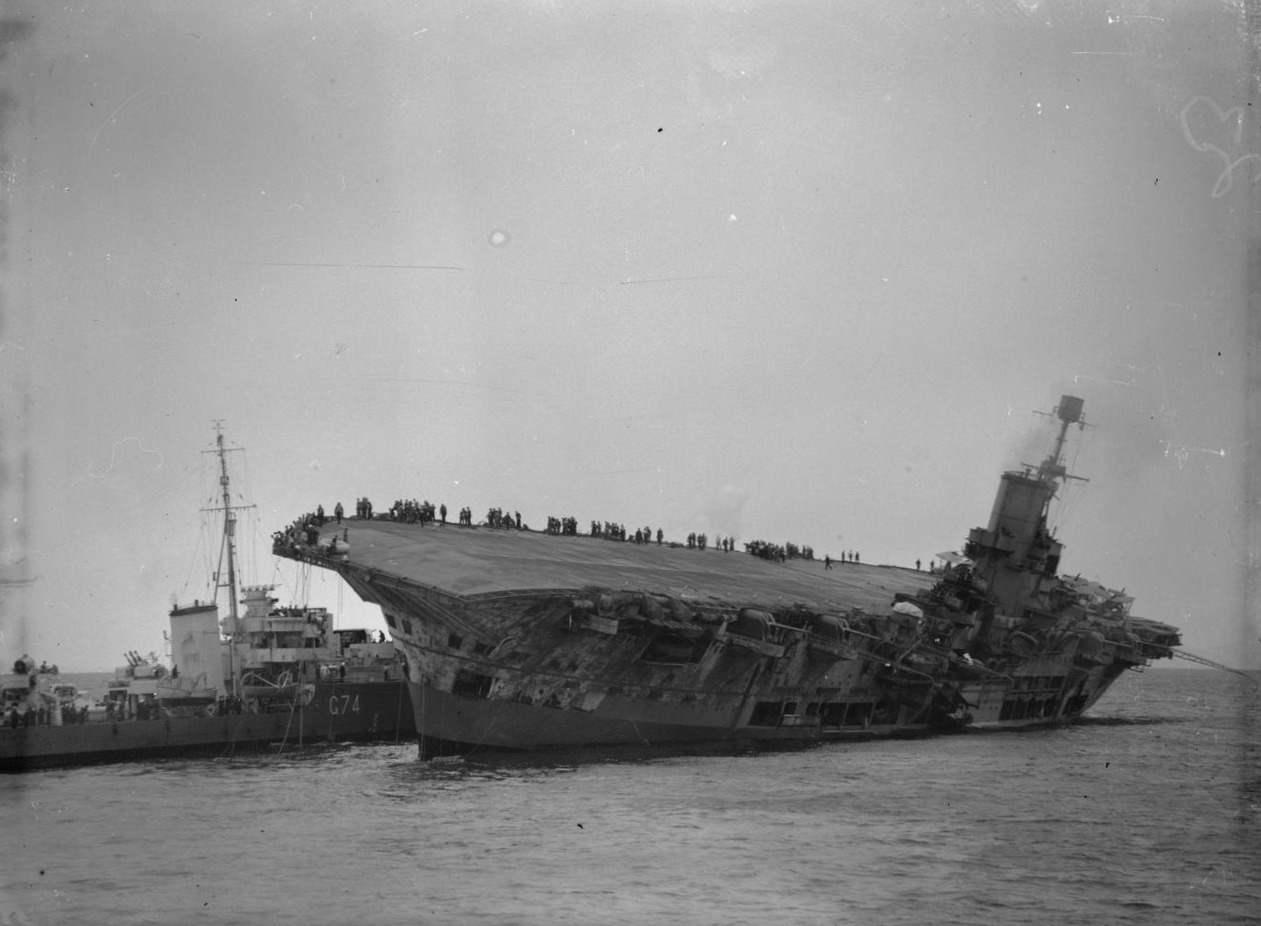
HMS Legion đang cặp bên cạnh HMS Ark Royal hị hư hỏng và nghiêng để cứu những người sống sót

Ngay sau khi con tàu bị trúng ngư lôi, Đại tá Maund muốn ra lệnh cho tất cả các động cơ phải ngừng hoạt động, nhưng ông buộc phải gửi một thủy thủ chạy đến phòng máy truyền đạt mệnh lệnh khi khám phá ra rằng mọi đường dây liên lạc nội bộ đều bị gián đoạn. Lỗ hổng trên thân tàu bị xé rộng ra do sự tiếp tục di chuyển của con tàu; và cho đến khi Ark Royal có thể ngừng lại, con tàu đã bị ngập nước đáng kể và bị nghiêng 18° sang mạn phải chỉ trong vòng 20 phút. Cân nhắc về độ nghiêng của con tàu, cũng như nhớ đến số phận của những chiếc tàu sân bay khác, bao gồm HMS Courageous và HMS Glorious, vốn bị chìm nhanh chóng với tổn thất rất lớn về nhân mạng, Maund ra mệnh lệnh bỏ tàu. Thủy thủ đoàn bắt đầu tập trung lên sàn đáp để xác định xem ai sẽ ở lại trên con tàu để cứu nó, trong khi tàu khu trục HMS Legion tiến đến gần bên cạnh để vớt những người còn lại. Hậu quả là, công việc kiểm soát hư hỏng toàn diện không được tiến hành cho đến 49 phút sau khi bị tấn công. Việc ngập nước bị tràn lan không thể kiểm soát, càng trầm trọng hơn do các vách ngăn bên dưới hầm tàu không được đóng kín khi có lệnh di tản khỏi các hầm bên dưới.
Việc ngập nước tràn lan đến các phòng động cơ chính, vốn bắt đầu ngập nước từ bên dưới, và việc mất điện tràn lan khắp con tàu khi các ống hút gió của nồi hơi ngập nước; Ark Royal không có các máy phát điện chạy bằng diesel dự phòng. Khoảng nữa giờ sau vụ nổ, chiếc tàu sân bay dường như ổn định. Đô đốc Somerville, với ý định cứu lấy chiếc Ark Royal, ra lệnh cho các đội kiểm soát hư hỏng quay trở lại con tàu trước khi ra lệnh cho thiết giáp hạm HMS Malaya đi đến Gibraltar tổ chức các hoạt động cứu hộ. Các đội kiểm soát hư hỏng đã có thể khởi động lại một nồi hơi, cung cấp điện cho các bơm nước dưới đáy tàu. Chiếc tàu khu trục HMS Laforey cặp bên cạnh để cung cấp điện năng và các bơm phụ trợ, trong khi những máy bay Swordfish cất cánh từ Gibraltar giúp hỗ trợ cho việc tuần tra chống tàu. Chiếc tàu kéo Thames cũng từ Gibraltar đến tại chỗ lúc 20 giờ 00 và nối một dây kéo vào Ark Royal, chuẩn bị lai dắt nó quay trở về Gibraltar. Nhưng việc ngập nước bên dưới lại bắt đầu làm cho độ nghiêng của con tàu gia tăng nhanh chóng. Nước lại ngập đến ngăn nồi hơi, buộc phải tắt nồi hơi vừa mới phục hồi lại được.

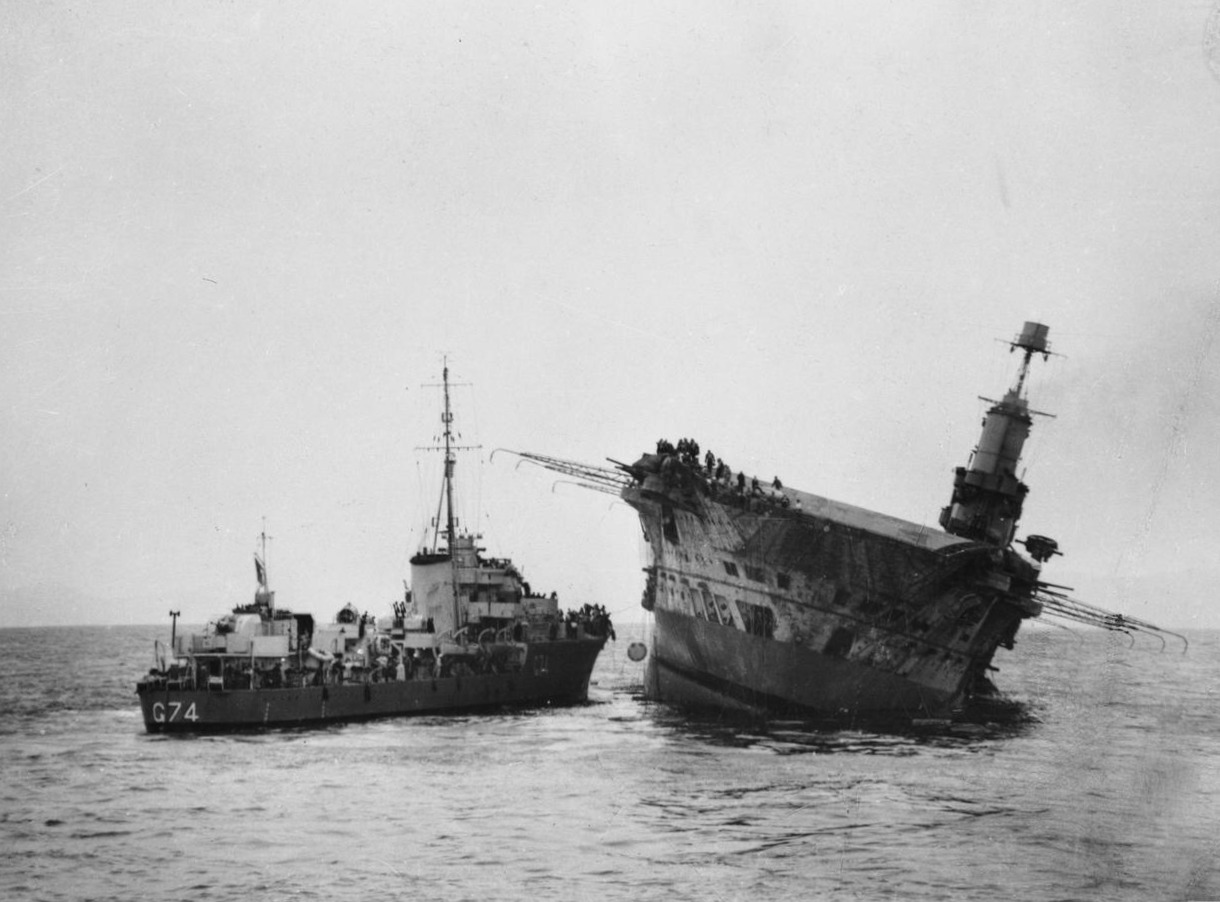
Một hình ảnh khác cho thấy rõ độ nghiêng của con tàu

Độ nghiêng của con tàu đạt đến 20° giữa 02 giờ 05 phút và 02 giờ 30 phút ngày 14 tháng 11 năm 1941, và khi lệnh bỏ tàu được phát ra một lần nữa lúc 04 giờ 00, độ nghiêng đạt đến 27°. Số người còn lại trong thủy thủ đoàn của Ark Royal được chuyển sang Legion lúc 04 giờ 30 phút; và ngoại trừ thủy thủ duy nhất thiệt mạng ngay trong vụ nổ, không có thương vong nào khác. Tổng số 1.487 sĩ quan và thủy thủ của nó được chở đến Gibraltar. Độ nghiêng của con tàu đạt đến 45° trước khi Ark Royal lật úp và chìm lúc 06 giờ 19 phút ngày 14 tháng 11. Những người tận mắt chứng kiến đã báo cáo con tàu bị nghiêng đến 90°, và ở tư thế đó trong ba phút trước khi lật úp hẳn. Ark Royal bị vỡ làm đôi, phần đuôi chìm trước trong vòng vài phút, rồi được tiếp nối bởi phần mũi.

## Điều tra
Sau khi chiếc tàu sân bay bị chìm, một Ủy ban Điều tra được thành lập để tìm hiểu về tổn thất này. Dựa trên những khám phá của Ủy ban, Thuyền trưởng Maund bị đưa ra xét xử tại tòa án quân sự vào tháng 2 năm 1942. Ông bị kết án là có tội trong hai điểm: Không duy trì hoạt động của các đội kiểm soát hư hỏng trên tàu sau khi đưa ra lệnh di tản chung, và không đảm bảo sự sẵn sàng chiến đấu của con tàu để đối phó với những mối hiểm họa tiềm tàng. Ủy ban cũng làm dịu bớt những phê phán của mình khi thừa nhận đã đặt ra những tiêu chuẩn đòi hỏi cao đối với Maund, và ghi nhận ông đã hành động khi ưu tiên quan tâm đến sự an toàn của thủy thủ đoàn dưới quyền.
Ủy ban Bucknill, vốn được thành lập để điều tra về sự tổn thất của các tàu chiến chủ lực, cũng có bản báo cáo riêng của mình. Báo cáo cho rằng sự thiếu sót một hệ thống phát điện dự phòng là một sai sót thiết kế nghiêm trọng, góp phần vào việc tổn thất: Ark Royal phải dựa vào điện năng trong hầu hết các hoạt động của nó, và một khi các nồi hơi và máy phát điện chạy bằng hơi nước bị hỏng, việc mất điện sẽ khiến công việc kiểm soát hư hỏng trở nên khó khăn. Ủy ban đã đề nghị cải tiến việc thiết kế các vách ngăn và cửa hút gió các nồi hơi để giảm thiểu nguy cơ ngập nước tràn lan đến các phòng nồi hơi và phòng động cơ. Những thiếu sót trong thiết kế được lập tức sửa đổi trên các lớp tàu sân bay Illustrious và Implacable đang được chế tạo vào lúc đó.
Ủy ban Điều tra kết thúc bản báo cáo của mình với kết luận là Ark Royal bị chìm tại vị trí 41 km (22 hải lý) về phía Đông Europa Point, điểm cực Nam của Gibraltar. Điều này được tin tưởng và chấp nhận rộng rãi trong hơn 60 năm.

## Tái khám phá
Vị trí chính xác của chiếc tàu đắm hoàn toàn không được biết rõ cho đến giữa tháng 12 năm 2002, khi nó được khám phá bởi một đoàn quay phim BBC tại vị trí cách Gibraltar 56 km (30 hải lý). Nhóm này đang làm việc cho một bộ phim tài liệu về khảo cổ hàng hải liên quan đến các trận đánh chính yếu của Hải quân Hoàng gia Anh. Xác tàu đắm của Ark Royal bị tách làm hai phần: một phần mũi tàu dài 20 m (66 ft) bị rời ra khỏi phần còn lại của thân tàu; trong khi một loạt mảnh vụn, bao gồm những gì còn lại của ống khói và đảo cấu trúc thượng tầng, những phần của thân tàu bị rời ra khi chiếc tàu sân bay chìm, cùng những máy bay bên trong sàn chứa, nằm rải rác tại khu vực giữa hai phần thân tàu. Việc phân tích cho thấy mạn trái của con tàu đã chạm đáy biển trước tiên.
Xác tàu đắm được tìm thấy xa hơn về phía Đông so với vị trí từng được nêu lên sau khi nó bị chìm. Thoạt tiên, các nhà nghiên cứu cho là xác tàu đắm bị dòng hải lưu chảy ngang qua eo biển Gibraltar cuốn nó vào Địa Trung Hải, khiến con tàu bị trôi dạt dưới nước về phía Đông trước khi chìm đến đáy biển. Tuy nhiên, sự hiện diện của các mảnh vỡ ngay bên cạnh xác tàu đắm, kể cả một chiếc máy bay ném bom Swordfish bị cuốn khỏi sàn đáp trước khi con tàu lật úp chứng minh rằng giả thuyết này là sai; vì các mảnh vỡ sẽ bị cuốn đi đến một vùng rộng hơn rất nhiều. Dòng hải lưu có ảnh hưởng nhất định đến việc di chuyển của nó về hướng Gibraltar, cho dù nó đã được lai dắt đi trong nhiều giờ. Việc nghiên cứu xác tàu đắm cũng cho thấy việc khởi động lại động cơ trên con tàu nhằm cung cấp điện năng đã gia tăng áp lực lên thân tàu, góp phần vào việc ngập nước. Khi điện năng đã bị mất, hoàn toàn không thể ngăn được việc con tàu chìm – một số phận được định trước do khiếm khuyết trong thiết kế hơn là do những hành động của vị chỉ huy con tàu.